# Heinz Suhr (Politiker)

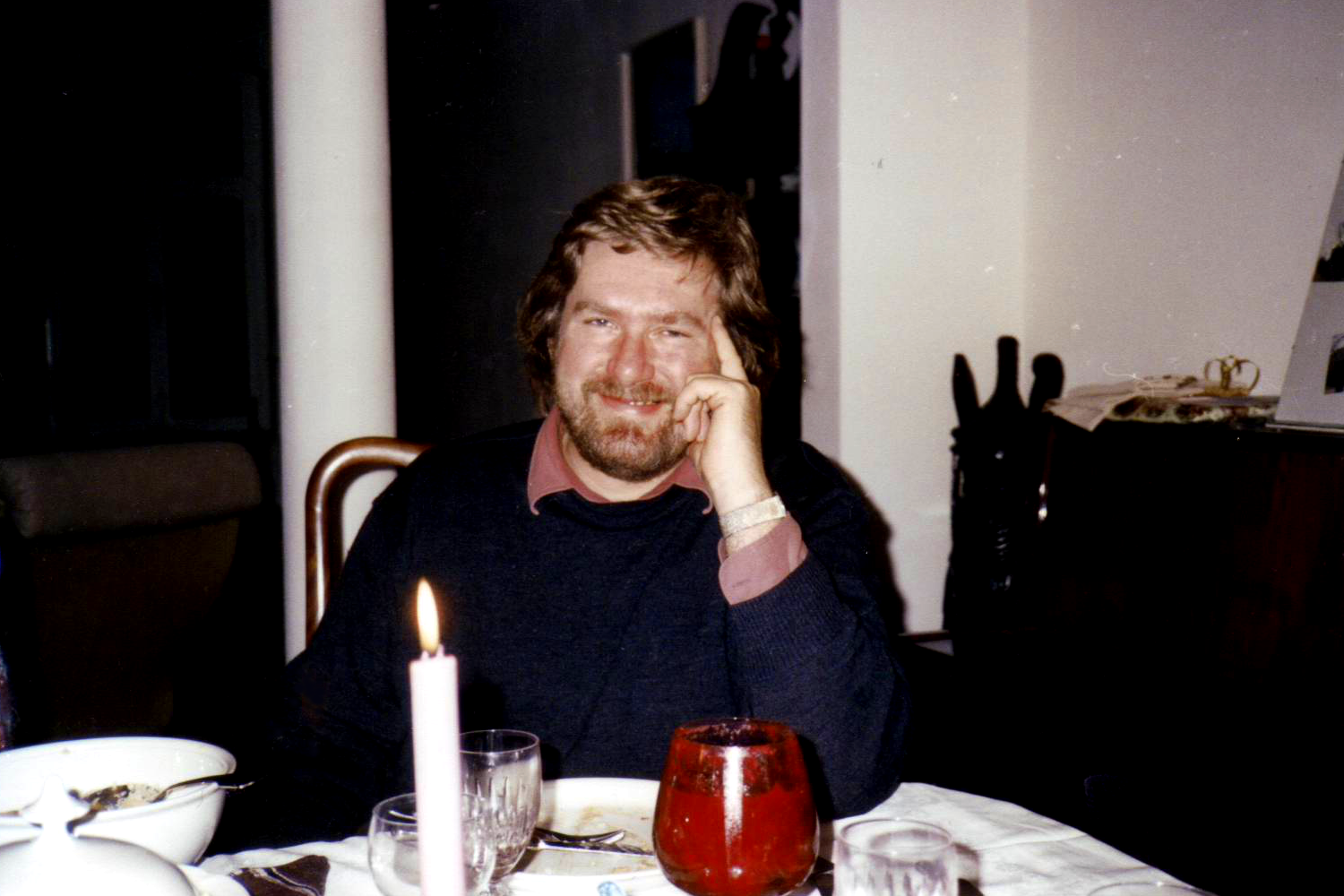
Heinz Suhr im Januar 1991

Heinz Suhr (* 30. Oktober 1951 in Augsburg; † 5. Januar 2020 in Kempten, Allgäu) war ein Journalist und deutscher Politiker (Bündnis 90/Die Grünen).
Suhr war von 1983 bis Mitte der 1990er Jahre Pressesprecher der parlamentarischen Fraktion der Grünen im Deutschen Bundestag. Er kandidierte bei der Bundestagswahl 1983 auf der Landesliste der hessischen Grünen erfolglos für ein Mandat im Deutschen Bundestag. Am 1. April 1985 rückte er jedoch durch das in seiner Partei praktizierte Rotationsprinzip für den ausgeschiedenen Joschka Fischer ins Parlament nach, dem er bis zum Ende der Wahlperiode 1987 angehörte. Parallel zu seiner Pressesprecherfunktion und auch anschließend arbeitete er als freier Journalist in Bonn.